# Teresa Forcades
Teresa Forcades Vila (Barcelona, 10 de mayo de 1966) es una teóloga y monja española de la Orden de San Benito. Es una de las promotoras, junto con Arcadi Oliveres, del movimiento anticapitalista e independentista catalán Procés Constituent. Forcades es una firme opositora de la industria farmacéutica.

## Biografía
Teresa Forcades nació en el barrio barcelonés de Gracia. Se licenció en Medicina por la Universidad de Barcelona en 1990 y se trasladó a Estados Unidos para cursar la especialización en Medicina Interna en la Universidad Estatal de Nueva York, que consiguió cinco años más tarde. 
En 1997 finalizó un máster en teología protestante en la Universidad de Harvard.  Al acabar volvió a España, y en septiembre de ese mismo año ingresó en el monasterio benedictino de Montserrat. Su título en teología no fue convalidado por las facultades católicas españolas al haberlo obtenido en una facultad protestante, por lo que tuvo que licenciarse en teología fundamental en la Facultad de Teología de Cataluña del Instituto de Teología Fundamental de Sant Cugat en 2005, con una tesina sobre el misterio de la Trinidad: «La Trinitat, avui» (La Trinidad, hoy). Se doctoró en teología en 2009, con una tesis sobre el concepto de persona en la teología trinitaria clásica en relación con la noción moderna de libertad como autodeterminación. 
Ha realizado su investigación de posdoctorado (en teología) en la Universidad Humboldt de Berlín con el fin de profundizar el diálogo entre la noción teológica de persona y las nociones de subjetivación de algunas antropologías contemporáneas, como por ejemplo, Jacques Lacan, Slavoj Žižek o Boyar[¿quién?].
En 2013 creó, junto con Arcadi Oliveres, una plataforma popular para promover la autodeterminación de Cataluña, el Proceso Constituyente en Cataluña.
El 15 de junio de 2015 Forcades dejó el convento de las benedictinas de Sant Benet de Montserrat con permiso del Vaticano y del obispo de San Feliú de Llobregat, Agustí Cortés, para concurrir a las elecciones autonómicas del 27 de septiembre de ese año. Al tratarse de una exclaustración, —no una dispensa—, Teresa Forcades no dejará de ser religiosa, conservará todas sus prerrogativas y podrá regresar al convento cuando finalice.

### Teología feminista
En 2007 publicó el libro La teología feminista en la historia en el que sitúa la teología feminista en el marco de las teologías críticas o de la teología de la liberación, haciendo una revisión histórica de las mujeres que a lo largo de la historia han vivido la contraposición entre el discurso teológico sobre las mujeres y la experiencia de Dios de cada mujer.
Además, Teresa Forcades es, desde 2011, la tesorera de la Junta Directiva de la European Society of Women in Theological Research (ESWTR). Anteriormente, ocupó el cargo de vicepresidenta de dicha institución durante el período 2009-2011.

## Opiniones polémicas sobre salud pública
Teresa Forcades ha denunciado en sus libros y en vídeos a la industria farmacéutica por lo que ella considera crímenes y abusos. En dos ocasiones, sus declaraciones han creado polémica:  

### Gripe A
En octubre de 2009, Teresa Forcades publicó un vídeo titulado "Campanas por la gripe A" en el que denunciaba la gestión de la pandemia de gripe A, criticando a la OMS, poniendo en duda la necesidad de la vacuna que sería distribuida masivamente y la honestidad, tanto de los laboratorios farmacéuticos que la fabricaron como de los científicos que avalaron su seguridad.
En las semanas siguientes el vídeo fue criticado por parte de las autoridades sanitarias. Entre otros, el doctor Pedro Luis Alonso (epidemiólogo, investigador de vacunas contra la malaria) declaró en el diario El País que era irresponsable dudar de la utilidad de las vacunas al tratarse de uno de los mayores logros en la historia de la Medicina. Una crónica posterior del mismo diario calificó a Forcades de «monja-bulo» y la acusó de ser alguien que «se lanza a la conspiración pura y dura». Poco después, en respuesta a las quejas recibidas, la defensora del lector criticó el contenido y objetivo de la crónica contra Forcades, poniendo en duda la objetividad de sus autores.
En contraste con su ataque a las vacunas, —y a todos los medicamentos farmacéuticos—, en el mismo vídeo, así como en varias charlas públicas,  Teresa Forcades defiende y promueve el uso del suplemento mineral milagroso  o dióxido de cloro —conocido por sus siglas en inglés MMS—, que a diferencia de aquellos no está sujeto a controles, y tampoco está exento de riesgos y efectos secundarios, algunos de ellos, potencialmente graves.

### Ébola
Posteriormente, y en ocasión de la extensión de la epidemia de ébola, Teresa Forcades volvió apoyar el uso del suplemento mineral milagroso como tratamiento para la enfermedad, y acusó de nuevo a la OMS y a los médicos de tener intereses espurios en contra de su utilización. [cita requerida] En esta ocasión el diario El País y la revista científica Materia publicaron un artículo calificando a los defensores de ese y otros remedios alternativos como charlatanes y curanderos que ponen en peligro la vida de los enfermos por la toxicidad del producto.

### Investigación por la Fiscalía
El 6 de mayo de 2022, el diario El País informó que la Fiscalía había abierto una investigación contra la monja benedictina por un presunto delito contra la salud pública. El ministerio fiscal pidió investigar si Forcades recetó sustancias ilegales a pacientes que sufrían cáncer y otras enfermedades graves. 
Se quería conocer si esto hizo que estos pacientes abandonasen los tratamientos convencionales y validados científicamente. El ministerio fiscal abrió las diligencias después de que en el mes de enero de 2022 el Colegio Oficial de Médicos de Barcelona (CoMB) pusiese en conocimiento de la Fiscalía Provincial de Barcelona estos hechos al considerar que podían ser constitutivos de delito, según informó el mismo Colegio en un comunicado. La jueza archivó la causa judicial por recetar sustancias ilegales pero le inhabilitó como médica 18 meses por hablar del clorito de sodio.

## Obra
Libros como autora
- 2003 - Valors femenins emergents, Barcelona
- 2005 - La Trinitat, avui, Abadía de Montserrat, Barcelona, ISBN 84-8415-750-4
- 2006 - Los crímenes de las grandes compañías farmacéuticas, Cristianisme i Justícia, Barcelona. ISBN 84-9730-138-2
- 2007 - La teología feminista en la història Fragmenta Editorial, Barcelona, ISBN 978-84-92416-07-3
- 2011 - Ser persona, avui: Estudi del concepte de "persona" en la teología trinitària clàssica i de la seva relació amb la noció moderna de llibertat, Publicacions de l'Abadia de Montserrat, Barcelona, ISBN 978-84-9883-442-2
- 2011 - La teología feminista en la historia, Fragmenta Editorial, Barcelona, ISBN 978-84-92416-39-4
- [2013] - Diálogos con Teresa Forcades, Dau, Barcelona, ISBN 978-84-941031-0-0
- [2015] - Está en nuestras manos, Dau, Barcelona, ISBN 978-84-941031-8-6.

Artículos como autora
- 2003 - Die Herausforderung der kulturellen und religiösen Vielfalt in Europa, Synodalia, Zwite Europäische Frauensynode Zusammen Vielfalt Leben, Bellaterra , 5. bis 10. August 2003

Como colaboradora
- 1996 - Schüssler Fiorenza, Elisabeth, Pero ella dijo : prácticas feministas de la interpretación bíblica (trad. Eva Juarros Daussá; pról. Teresa Forcades), Editorial Trotta, ISBN 84-8164-130-8.

- 2009 - Medicamentos (Joan Rovira (ed.), et al.), Icaria Editorial, Barcelona, ISBN 9788498881158.

- 2013 - Conversa entre Teresa Forcades i Esther Vivas, Icaria Editorial, Barcelona, ISBN 9788498885262.